# Dorfkirche Wust (Wust-Fischbeck)

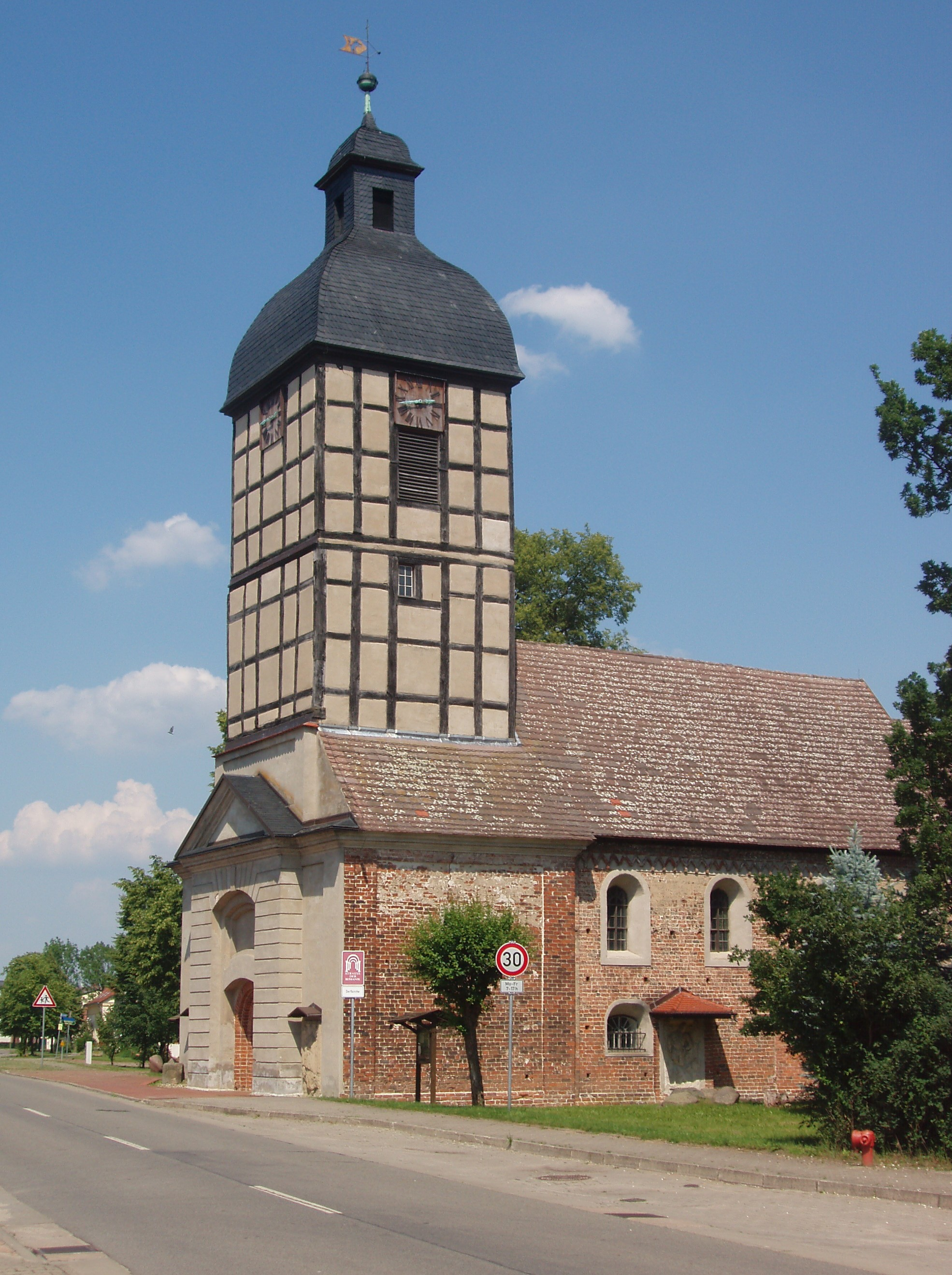
Dorfkirche Wust

Die evangelische Dorfkirche Wust ist eine romanische Backsteinkirche im Ortsteil Wust der Gemeinde Wust-Fischbeck im Landkreis Stendal in Sachsen-Anhalt. Sie gehört zur Kirchengemeinde Wust im Kirchspiel Wulkow-Wust im Kirchenkreis Stendal der Evangelischen Kirche in Mitteldeutschland. Sie ist eine Station der Straße der Romanik.

## Geschichte und Architektur

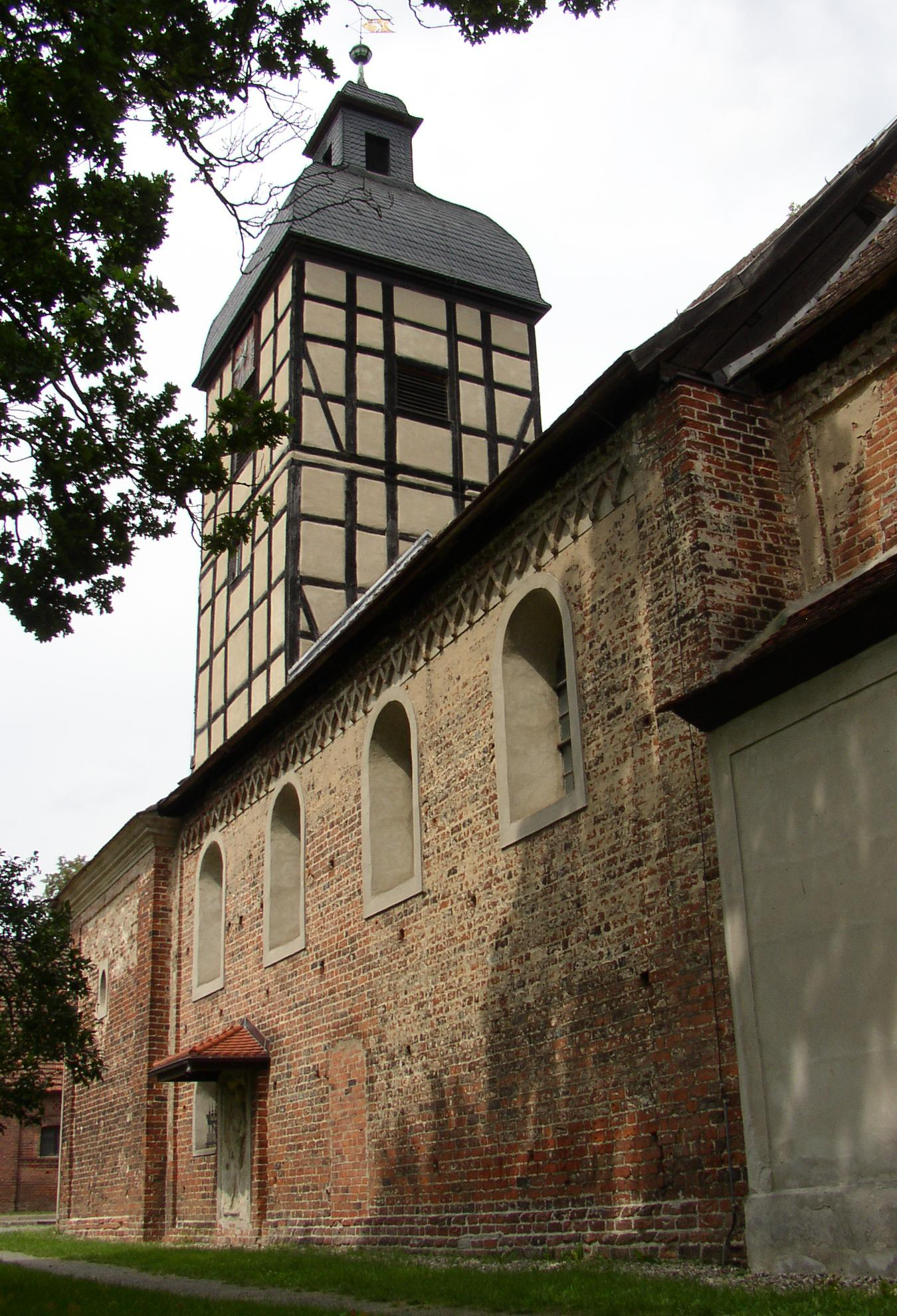
Ansicht von Südosten

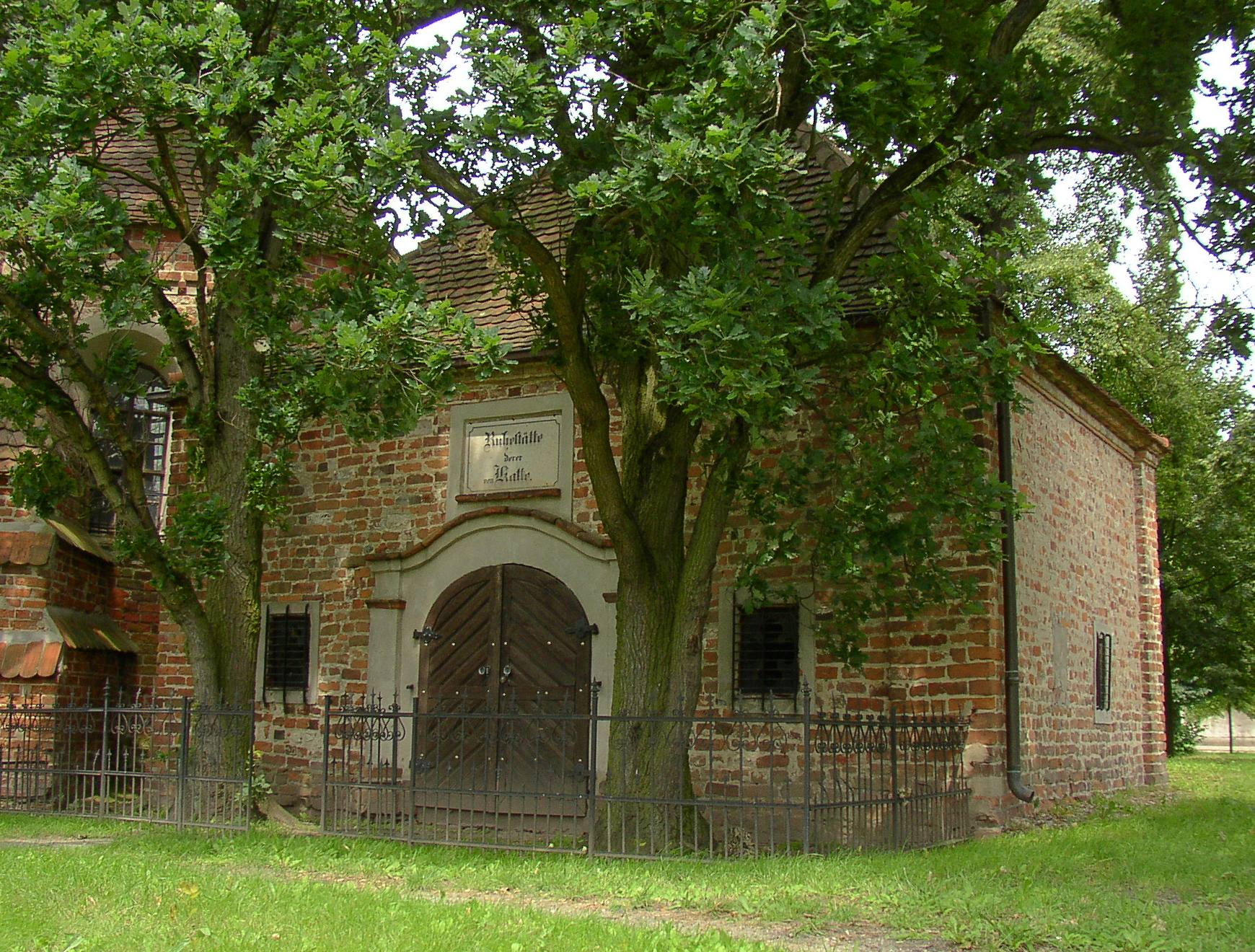
Gruft derer von Katte

Die Dorfkirche Wust ist ein flachgedeckter Backsteinbau, der zwischen 1191 und 1206 vom Havelberger Bischof Helmbert geweiht wurde. Sie steht unter dem Einfluss der Kirche des Klosters Jerichow und ist nahe verwandt mit der Dorfkirche St. Marien und Willebrord. Sie ist jedoch im Unterschied zu diesen Kirchen keine Basilika, sondern eine Saalkirche.
Die Kirche besteht aus Schiff, eingezogenem quadratischen Chor und einer halbkreisförmigen Apsis. Der Turm entstammt der Barockzeit und besteht aus einem massiven Unterbau von Schiffsbreite und einem zweigeschossigen Fachwerkaufsatz von 1727 mit geschweifter Haube. An die Apsis schließt sich östlich die barocke Gruftanlage der Familie von Katte aus dem Jahr 1708 an. In dieser Gruft ist auch der 1730 enthauptete Leutnant Hans Hermann von Katte begraben, der durch seine enge Beziehung zum späteren König Friedrich II. von Preußen bekannt wurde. Die Umstände seines Todes und die Gruft wurden durch Theodor Fontane in seinen Wanderungen durch die Mark Brandenburg literarisch rezipiert.
Die romanischen Teile der Kirche sind mit Ecklisenen und Winkelfriesen verziert. Die Kirche wird von später vergrößerten Rundbogenfenstern erhellt. An der Nordseite ist ein zugesetztes Rundbogenportal vorhanden. Die Barockisierung der Kirche war tiefgreifend, so dass eine genaue Rekonstruktion der Portale nicht möglich ist. Möglicherweise sind bei der Errichtung des genannten Gruftanbaus Teile des Chores eingestürzt, worauf das weniger sorgfältige Mauerwerk und der verstümmelte Winkelfries der Chornordwand hindeuten.
Die Kirche war seit etwa 1930 in Verfall geraten, nachdem die Witwe des letzten Nachkommen der von Katte kein Interesse an der Dorfkirche zeigte. Sie sollte 1970 aufgegeben werden, konnte aber 1978 bis 1981 von der kleinen Kirchengemeinde und der Bevölkerung gerettet und wiederhergestellt werden.

## Ausstattung
Die Kirche wurde von Hans von Katte († 1684) eingerichtet und ausgestattet. Das Schiff erhielt eine kassettierte Decke mit gemalten Engelsputten und Rosetten mit Zapfen an den Ecken der Rahmen. Ein achteckiges Feld in der Mitte enthält eine Darstellung der Trinität.
Um das Schiff zieht sich eine hufeisenförmige Empore, deren Füllungen mit Engelsköpfen bemalt sind. Die hölzerne Kanzel hat einen Korb mit gedrehten Säulen. Der Kanzelaltar, zu dem eine Kanzeluhr gehört, ist nach längerer Verwendung als Rahmen für das Grabmal für Hans von Katte wieder inmitten der Apsis aufgestellt. An der Stelle der Kanzel steht jetzt ein von Palmenbäumen flankiertes Kruzifix, über dem Gesims sind Wappen angebracht, darüber ein Kreuzigungsbild, Putten und als Abschluss eine geschnitzte Darstellung Christi.
Das Taufbecken wird von einem reichgeschnitzten hölzernen Dreifuß getragen. Der Prospekt der Orgel (ursprünglich von Gottlieb Scholtze) stammt aus dem Jahr 1756. Ein Sandsteinepitaph für Hans von Katte († 1716) mit vollplastischer Darstellung des Verstorbenen ist an der Südwand des Chores aufgestellt. An der Chornordwand ist ein stark beschädigtes Epitaph für den früh verstorbenen Hans Heinrich von Katte († 1678) zu finden. Bronzeglocken von 1726 (Gebrüder Ulrich, Apolda) und 1806 (Christian Gotthold Ziegner, Magdeburg) bilden das Geläut.